# Coteni, Bacău
Coteni este un sat în comuna Buhoci din județul Bacău, Moldova, România.